# Diego Mularoni
Diego Mularoni (ur. 27 września 1979) – sanmaryński pływak.
Jest wielokrotnym medalistą igrzysk małych państw Europy. W 1997 zdobył srebrny medal na 1500 m stylem dowolnym. Dwa lata później wywalczył złoto na 400 i 1500 m stylem dowolnym i srebro na 200 m tym samym stylem. W 2001 zdobył złoto na 400 i 1500 m stylem dowolnym, srebro 100 i 200 m tym samym stylem i brąz w sztafecie 4 × 200 m stylem dowolnym. Czas 3:56,73 uzyskany na 400 m był rekordem igrzysk małych państw Europy. W 2013 został on o 0,03 s pobity przez Antona Sveinna McKee. W 2003 wywalczył złoto na 400 i 1500 m stylem dowolnym, srebro na 200 m tym samym stylem i brąz na 100 m stylem dowolnym.
Trzykrotnie uczestniczył w igrzyskach olimpijskich. W 1996 wystąpił na 100 m stylem dowolnym. Odpadł w pierwszej rundzie zajmując 3. miejsce w swoim wyścigu eliminacyjnym z czasem 57,11 s. W klasyfikacji generalnej uplasował się na 59. pozycji. Był jedynym sanmaryńskim pływakiem i najmłodszym reprezentantem kraju na tych igrzyskach. W 2000 wystartował na 1500 m stylem dowolnym. Odpadł w pierwszej rundzie zajmując ostatnie, 6. miejsce w swoim wyścigu eliminacyjnym z czasem 16:12,91. W klasyfikacji końcowej był 39. Na tych igrzyskach także był jedynym sanmaryńskim pływakiem. W 2004 wziął udział w zawodach na 200 m stylem dowolnym. Odpadł w pierwszej rundzie zajmując ostatnie, 8. miejsce w swoim wyścigu eliminacyjnym z czasem 1:56,18. W klasyfikacji generalnej uplasował się na 56. pozycji. Był najstarszym sanmaryńskim pływakiem i chorążym San Marino na tych igrzyskach. Po igrzyskach w Atenach zakończył karierę.
Po zakończeniu kariery został działaczem sportowym, pełniąc m.in. funkcję członka zarządu Sanmaryńskiego Związku Olimpijskiego.